# Hyracodon
Hyracodon (hyrax - zob) je izumrl rod lihoprstega kopitarja.
Bil je lahko grajen, atletske postave, poniju podoben sesalec, dolg 1,5m. Njegova lobanja je bila velika v primerjavi z ostalim telesom. Zobovje spominja na kasnejše nosoroge, sam pa je bil precej manjša žival in se je po videzu le malo razlikoval od primitivnih konjev, ki takrat živeli (36 - 32 milijonov let pr. n. št.). Imel je kratek, širok gobec in njegove vitke okončine so imeli tri prste.
Kot primitivni konji hyracodonti je naseljeval odprte gozdove ter gozdnate stepe. Od smukanja listja se je preusmeril na muljenje trave. Je slepo vejo, saj je izumrl brez naslednika, ki bi izhajal iz te vrste. Označuje konec brezrogih tekočih nosorogov.
To majhno, hitro tekoče bitje je bližnji sorodnik največjega živečega sesalca, 8 m visokega Paraceratherium.